# Чжоу Цюйфей
Чжоу Цюйфей (*周去非, 1135 —1189) — китайський науковець та державний службовець часів династії Сун.

## Життєпис
Народився у м. Веньчжоу округу Юнцзя провінції Вень, що в губернії Лянчжедунлу (на території сучасної провінції Чжецзян). Свою чиновницьку службу почав у 1163 році після проходження іспитів і отримання вищого наукового ступеня цзіньши. Він був одним із старших учнів (гао діцзи) відомого сунського мислителя Чжан Ши. Де він служив відразу після отримання цзіньши невідомо. У Гуансі він прибув у 1172 році, а відбув звідти у 1178 році. Відомо лише про рік смерті — 1189.

## Праця
Відомий твором «За Хребтами. Замість відповідей» («Лінвай дайда»). Це найбільш змістовний пам'ятник другої половини XII ст., в якому описані землі Півдня Китаю, насамперед території сучасного Гуансі-Чжуанського автономного району. У ньому охоплено широке коло питань — адміністративний устрій, система управління, історія, географія, економіка, міжнародні відносини, наводяться докладні відомості про флору і фауну. Пам'ятник міститьдетальні повідомлення про найрізноманітніших сторони життя не тільки ханьского населення, а й місцевого неханьскіх населення — яо, лао, лі, дань.
Складається з 10 цзюаней, 19 розділів. Характерною рисою структури окремих описів у творі Чжоу Цюйфея є наявність особливих закінчень — невеликих фраз, які є підсумкової реплікою автора. У них він в тій чи іншій формі, але завжди стисло й чітко висловлює све особисте, вельми емоційне, ставлення до описуваного предмету, явища або події. Закінчення надають описам завершеного вигляду, оскільки в них підсумовується явна або прихована сутьність викладеного.